# Хири моту (језик)
Хири моту је пиџин језик заснован на Моту језику и један је од три званична језика у Папуи Новој Гвинеји. Говори га око 120.000 људи. Становници Папуе Нове Гвинеје који говоре Хири Моту не могу у потпуности разумети говорнике Моту језика, услед фонолошких и граматичких разлика међу језицима.